# Marija Blumental-Tamarina
Marija Blumental-Tamarina, ros. Мария Михайловна Блюменталь-Тамарина (ur. 4 lipca?/16 lipca 1859 w Petersburgu, zm. 16 października 1938 w Moskwie) – rosyjska i radziecka aktorka teatralna i filmowa, Ludowy Artysta ZSRR (1936). Jej synem był radziecki aktor Wsiewołod Blumental-Tamarin.

## Życiorys
Pracę zawodową rozpoczęła w 1887, w teatrach prowincjonalnych. W latach 1901–1914 i 1921–33 występowała w moskiewskim teatrze Korsza (od 1925 Moskiewski Teatr Dramatyczny Korsza), a od 1933 w Teatrze Małym. Odgrywała głównie role rosyjskich dramaturgów – Ostrowskiego, Tołstoja, Gogola i Najdienowa. Od 1915 występowała także w filmie.
Pochowana na Cmentarzu Nowodziewiczym w Moskwie.

## Wybrana filmografia
- 1936: Przyjaciółki jako babcia Fiokła Pietrowna
- 1932: Turbina 50 000 jako żona Babiczenki

## Nagrody i wyróżnienia
W 1936 otrzymała tytuł Ludowy Artysta ZSRR, była odznaczona Orderem Lenina i Orderem Czerwonego Sztandaru Pracy.